# Cyclocross-Weltmeisterschaften 1984
Die Cyclocross-Weltmeisterschaften 1984 wurden am 18. und 19. Februar im niederländischen Oss ausgetragen. Schauplatz war der Witte Ruysheuvel im Süden der Stadt, wo sich inzwischen ein Motocross-Gelände befindet. Als Start- und Zielgerade diente die Graafsebaan (N 329).

## Ergebnisse

### Profis

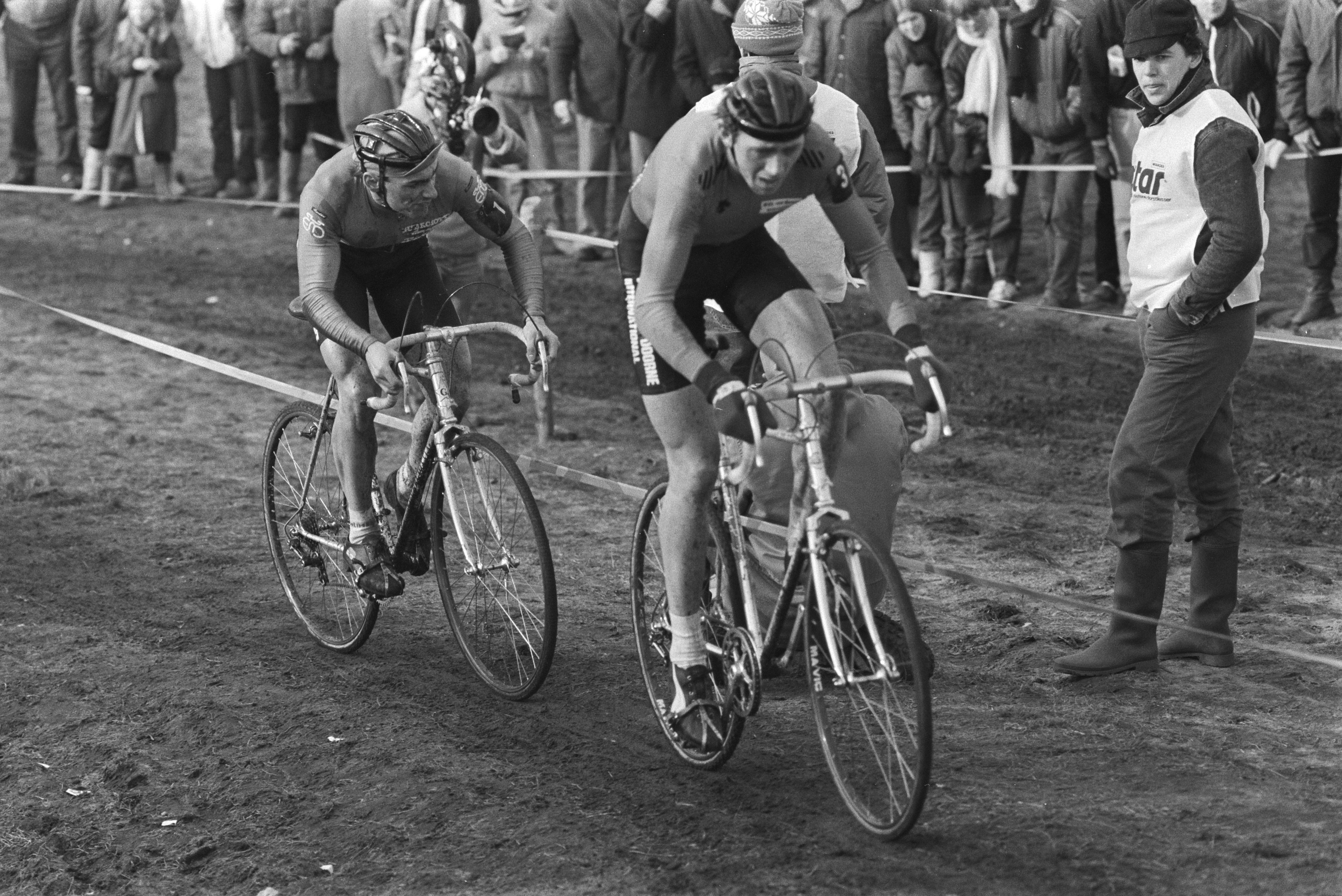
Szene aus dem Profi-Rennen, Hennie Stamsnijder führt vor Roland Liboton, dem späteren Sieger.

| Platz | Land        | Sportler           |
| ----- | ----------- | ------------------ |
| 1     | Belgien     | Roland Liboton     |
| 2     | Niederlande | Hennie Stamsnijder |
| 3     | Schweiz     | Albert Zweifel     |

### Amateure
| Platz | Land             | Sportler           |
| ----- | ---------------- | ------------------ |
| 1     | Tschechoslowakei | Miloš Fišera       |
| 2     | Tschechoslowakei | Miloslav Kvasnička |
| 3     | Niederlande      | Frank van Bakel    |

### Junioren
| Platz | Land             | Sportler        |
| ----- | ---------------- | --------------- |
| 1     | Tschechoslowakei | Ondrej Glajza   |
| 2     | Großbritannien   | Robert Dane     |
| 3     | Tschechoslowakei | Richard Koberna |